# Tutu (božstvo)
Tutu byl babylonský a akkadský bůh. Byl patronem či poručnickým bohem města Borsippa nedaleko Babylónu v době vlády krále Chammurapiho. V této roli byl nahrazen dalším bohem, Nabu.

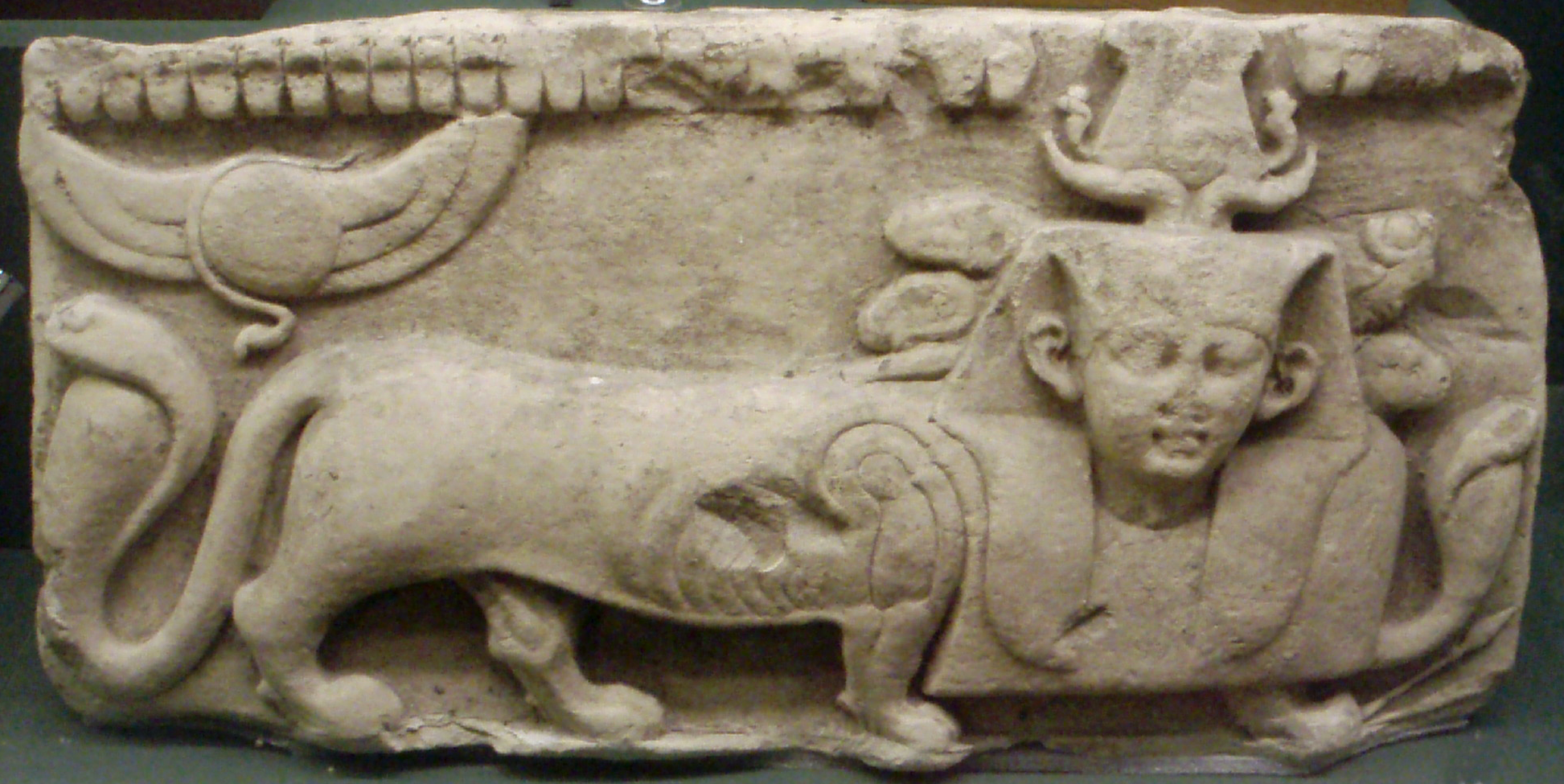
Relief zobrazující boha Tutu, ochránce vojáků - s vladařskou korunou, lvím tělem, ocasem kobry a stojícího na šípech

V mýtu Enúma eliš se o něm uvádí, že: "je nositelem kouzla, díky němuž mohou bohové odpočívat", a dále že "on je nejvyšší mezi shromážděnými bohy a žádný z nich nedosahuje jeho výšin". Jiná verze uvádí, že Tutu "utěšuje plačící, vnáší radost do smutných a nemocných srdcí".